# Xian de Shawan
Cette page contient des caractères spéciaux ou non latins. S’ils s’affichent mal (▯, ?, etc.), consultez la page d’aide Unicode.
Pour les articles homonymes, voir Shawan.
Le xian de Shawan (沙湾县 ; pinyin : Shāwān Xiàn ; ouïghour : ساۋەن ناھىيىسى / Saven Nahiyisi) est un district administratif de la région autonome du Xinjiang en Chine. Il est placé sous la juridiction de la préfecture de Tacheng.

## Démographie
La population du district était de 195 285 habitants en 1999.